# Antonio Panaino
Antonio Panaino, nome completo Antonio Clemente Domenico Panaino (Busto Arsizio, 24 luglio 1961), è un filologo e iranista italiano.

## Biografia
Professore di Filologia iranica presso l'Università di Bologna, sede di Ravenna, è autore di numerosi saggi e articoli dedicati a vari aspetti linguistici, storici e religiosi delle lingue e delle genti iraniche.
Direttore della sezione Emilia-Romagna dell'Istituto Italiano per l'Africa e l'Oriente (IsIAO ER) a partire dalla fondazione della sede distaccata nel 1999. Direttore della missione etnolinguistica nella valle dello Yaghnob, Tagikistan.
Nel 1998 l'Accademia di Francia ha conferito ad Antonio Panaino il premio “R. et T. Ghirshman” per gli studi iranici e nel settembre 1999 è stato eletto presidente della Societas Iranologica Europaea nel corso della IV Conferenza di Studi Iranici (Parigi), con un mandato di quattro anni.
Dirige presso l'Editore Mimesis una collana scientifica orientalistica dal titolo «Sỉmorɣ», nella quale sono già uscite numerose monografie, ed è inoltre direttore scientifico del periodico Hiram, rivista ufficiale del Grande Oriente d'Italia.
Massone, è oratore del Consiglio dell’Ordine del Grande Oriente d'Italia e suo gran rappresentante presso il Grande Oriente dei Paesi Bassi.

## Pubblicazioni
Pubblicazioni di Antonio Panaino, scheda di Word Cat
- Giovanni Schiaparelli: storico della astronomia e uomo di cultura (con Guido Pellegrini),  Mimesis, Milano, 1997.
- Tessere il cielo. Considerazioni sulle tavole astronomiche, gli oroscopi e la dottrina dei legamenti tra Induismo, Zoroastrismo e Mandeismo. ISIAO, Serie Orientale Roma LXXIX, Roma, 1998.
- La novella degli Scacchi e della Tavola Reale. Un'antica fonte orientale sui due giochi da tavoliere più diffusi nel mondo eurasiatico tra Tardoantico e Medioevo e sulla loro simbologia militare e astrale, Milano, Mimesis, 1999.
- Sulla soglia del sacro : esoterismo ed iniziazione nelle grandi religioni e nella tradizione massonica, (editore), Atti del Convegno di studi di Firenze del 1-3 marzo 2002,   Mimesis, Milano, 2002.
- I Magi evangelici. Storia e simbologia tra Oriente e Occidente, Longo, Ravenna, 2004.
- Rite, parole et pensée dans l'Avesta ancien et récent. Quatre leçons au Collège de France (Paris, 7, 14, 21, 18 mai 2002). ÖAW, Phil.-hist. Klasse. Sitzungsberichte, 716. Band. Veröffentlichungen zur Iranistik, Nr. 31. Wien, 2004.
- Politica religiosa e regalità sacra nell'Iran preislamico (Ed. italiana, inglese e francese), Mimesis, Milano, 2007.
- Sulla punta di uno spillo. Rapporto scientifico sulla prima missione etnolinguistica nella valle dello Yaghnob (Repubblica del Tagikistan), a cura di G.P. Basello, D.Guizzo e P. Ognibene, Ravenna-Milano 2008.
- Tishtrya. The Avestan hymn to Syrius, vol. I e II, Serie Orientale Roma, Roma
- Studi iranici ravennati, I (con Andrea Piras), Mimesis, Milano, 2011.
- I Magi e la loro stella. Storia, scienza e teologia di un racconto evangelico, San Paolo Edizioni, 2012.
- La luce sorge da Oriente. Nuove prospettive etiche della Massoneria, Mimesis, Milano, 2013, ISBN 978-88-5751-690-5.
- Vendidad legge di abiura di tutti i demoni dell'Avesta zoroastriano, Mimesis, Milano, 2014.
- The Scholarly Contribution of Ilya Gershevitch to the Development of Iranian Studies,  Mimesis, Milano, 2015.
- Zoroastrismo. Storia, temi, attualità, Morcelliana, 2016
- Sidera viva. Studi Iranici di Storia della Mitologia Astrale, dell’Astronomia e dell’Astrologia Antica, a cura di Andrea Gariboldi; Paolo Ognibene; Velizar Sadovski, Mimesis, Milano, 2016, Vol.1 pp.404 - Vol.2 pp. 420, ISBN 978-88-5752-590-7

## Romanzi
- Il tacco rosso, Mimesis, Milano, 1997.